# قطع بنفث الماء

رسم توضيحي للقطع بنفث الماء
1- مدخل مياه بضغط عالٍ
2- جوهرة (ياقوت أو ألماس)
3- مادة كاشطة (عقيق)
4- أنبوب الخلط
5- أنبوب حماية
6- الماء القاطع
7- المادة المقطوعة

القطع بنفث الماء أو القطع بضخ الماء (بالإنجليزية: Water jet cutting): تستخدم هذه التقنية لقطع أي نوع من المواد الطرية أو القاسية مثل المعادن والحجر والسيراميك والزجاج والمطاط والبلاستيك والجلد والورق. ويمكن القطع وفق أي منحنى أو مستوى.
وهو نظام قطع بارد تماماً (غير ناشر للحرارة)، وغير ملوث للبيئة. وفي الغالب يستخدم نظام تحكم رقمي باستخدام الحاسوب (CNC). وهو آلة قطع ذات عمر استخدام طويل مما يؤدي إلى انخفاض زمن التوقفات .